# 台東区立御徒町台東中学校
台東区立御徒町台東中学校（たいとうくりつ おかちまちたいとうちゅうがっこう）は、東京都台東区台東に所在する区立中学校。男子バレーボール部は全国大会に出場成績もある。

## 沿革
- 2002年4月1日 - 御徒町中学校と台東中学校が統合し、御徒町台東中学校が開校
- 2007年4月1日 - 情緒障害等通級指導学級「あさがお学級」設置[2]

## 所在地
東京都台東区台東4丁目13番16号

## 交通
- JR山手線・京浜東北線御徒町駅北口から徒歩4分。
- 東京メトロ日比谷線仲御徒町駅3番出口から徒歩2分。
- 東京メトロ銀座線上野広小路駅、仲御徒町駅経由で徒歩5分。
- 都営大江戸線上野御徒町駅、両国方面Ａ6出口から仲御徒町駅経由で徒歩5分。
- つくばエクスプレス新御徒町駅Ａ2出口から徒歩6分[4]。

## 卒業生
- 萩本欽一（旧御徒町中学校） - コメディアン
- 野口五郎（旧台東中学校） - 歌手
- 安達祐実（旧台東中学校） - 女優